# Jarmolynci
Jarmolynci (in ucraino Ярмолинці?) è un insediamento rurale ucraino (7122 abitanti) nel distretto di Chmel'nyc'kyj, nell'oblast' di Chmel'nyc'kyj. Ospita l'amministrazione della comunità territoriale di Jarmolynci, una delle comunità territoriali dell'Ucraina.
Fino al 18 luglio 2024 Jarmolynci faceva parte del distretto di Jarmolynci, abolito come parte della riforma amministrativa dell'Ucraina, che ha ridotto a tre il numero dei distretti dell'oblast' di Chmel'nyc'kyj. L'area del distretto di Jarmolynci è stata fusa nel distretto di Chmel'nyc'kyj.
Fino al 26 gennaio 2024 Jarmolynci era classificata come insediamento di tipo urbano. Da tale data è entrata in vigore una nuova legge che ha abolito questo status e Jarmolynci è stata riclassificata come insediamento rurale.
Jarmolynci è stata fondata nel 1400, e ricevette il Diritto di Magdeburgo nel 1455. È stata occupata dalla Germania nazista l'8 luglio 1941 durante l'Operazione Barbarossa. All'epoca l'insediamento aveva una popolazione ebraica di 1.264 abitanti, e numerosi sono stati i casi di esecuzioni sommarie e assassinii. Nell'ottobre 1942 un gruppo di ebrei, in risposta ad un massacro commesso dagli occupanti, oppose resistenza armata e riuscì ad uccidere diversi tedeschi e ucraini della Polizia Ausiliaria. Il villaggio è stato liberato dall'Armata Rossa il 27 marzo 1944.
Attualmente è sede della 3ª Brigata corazzata "Ferro" dell'esercito ucraino.